# Kilmez
La rivière Kilmez (russe : Кильмезь) est un cours d'eau de Russie et un affluent gauche de la rivière Viatka, dans le bassin de la Volga. La Kilmez arrose la république d'Oudmourtie et l'oblast de Kirov.
La Kilmez est longue de 270 km et draine un bassin de 17 200 km2. Son débit mesuré au village de Vitchmar est de 82 m3/s. La Kilmez est habituellement gelée de novembre à la seconde quinzaine d'avril.
Ses principaux affluents sont les rivières Loumpoun, Loban et Vala.

## Source
- (ru) Grande Encyclopédie soviétique